# بانغور (غوينذ)

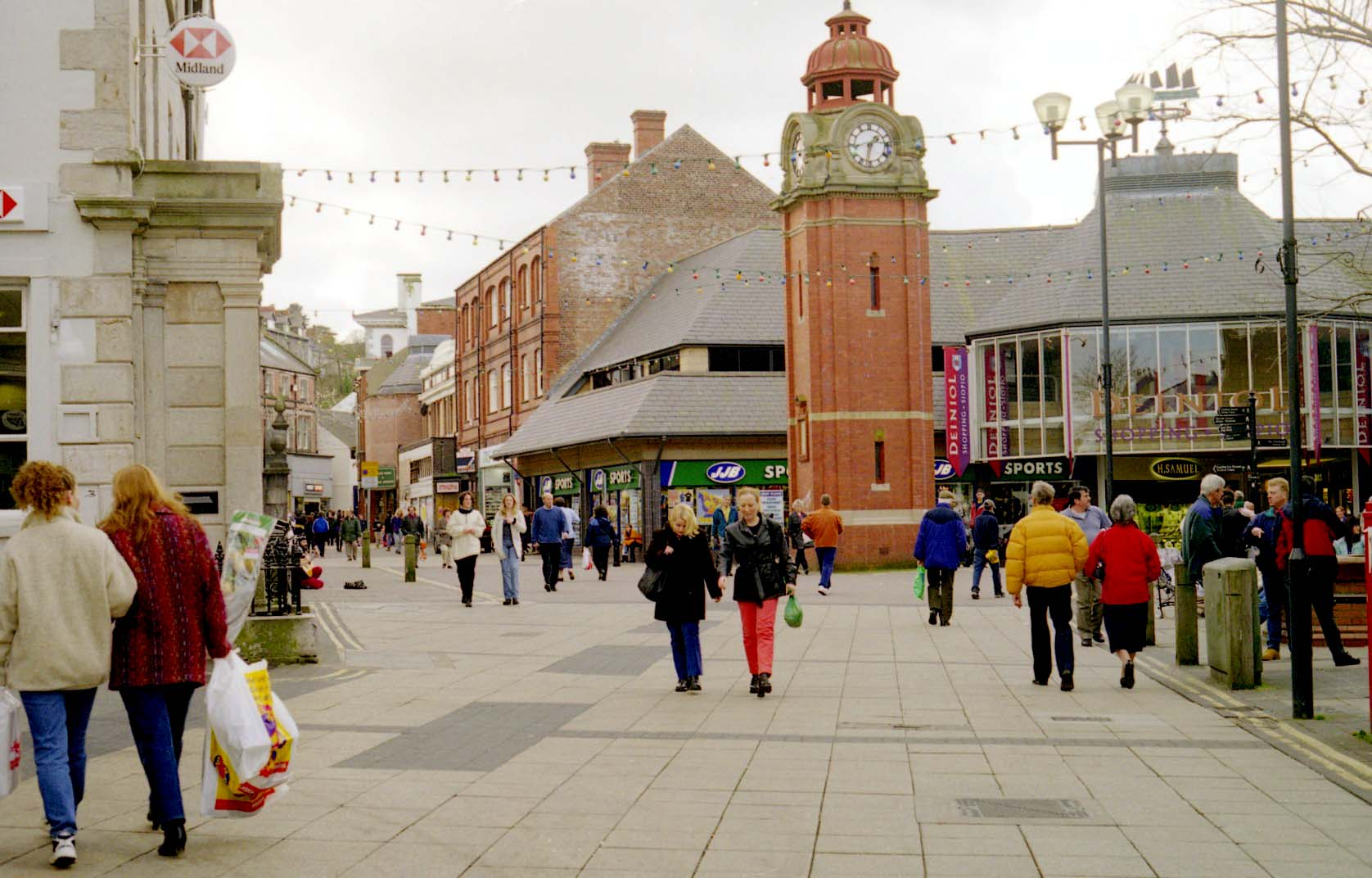
شارع التسوق وبرج الساعة

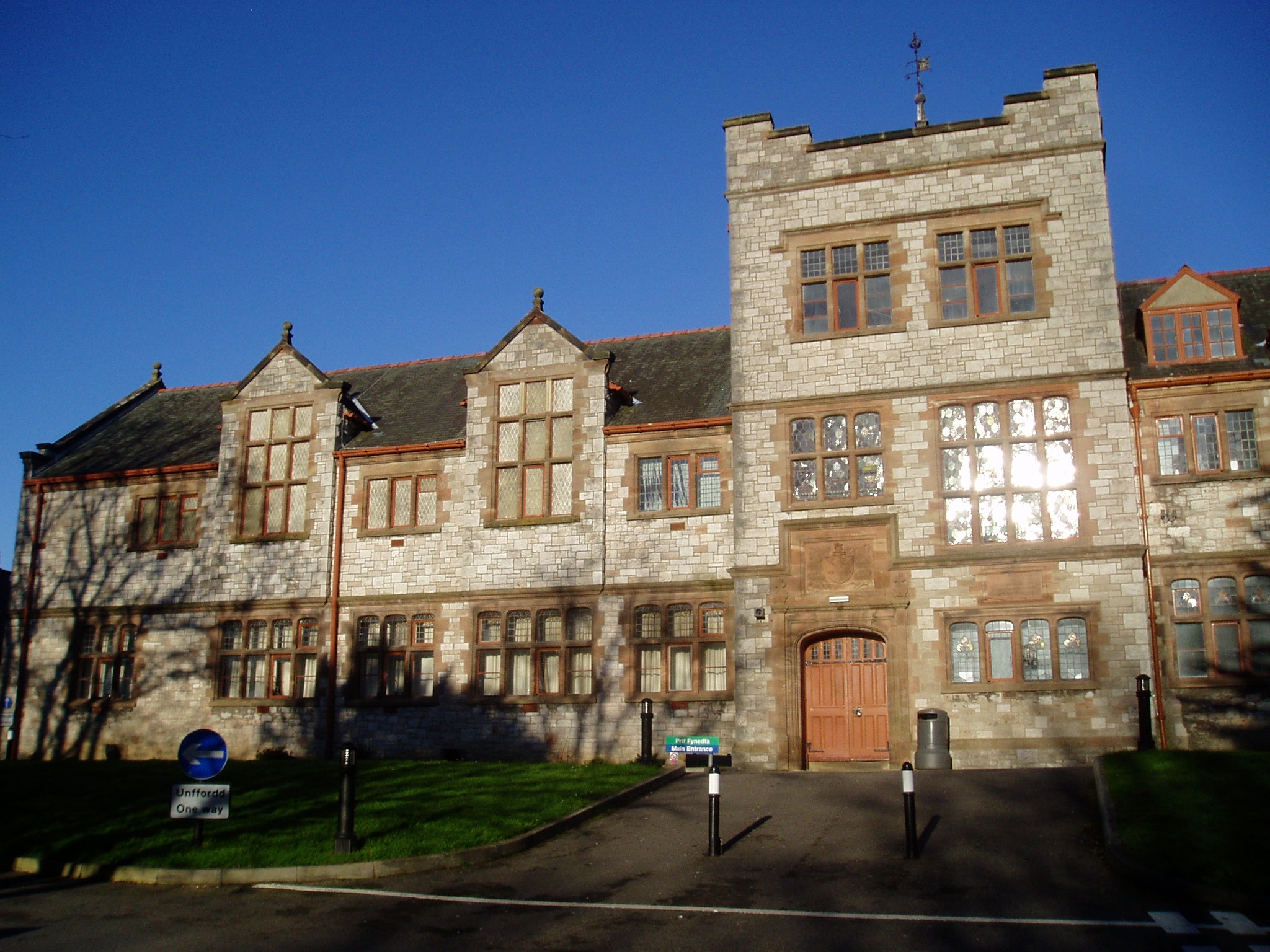
مدرسة

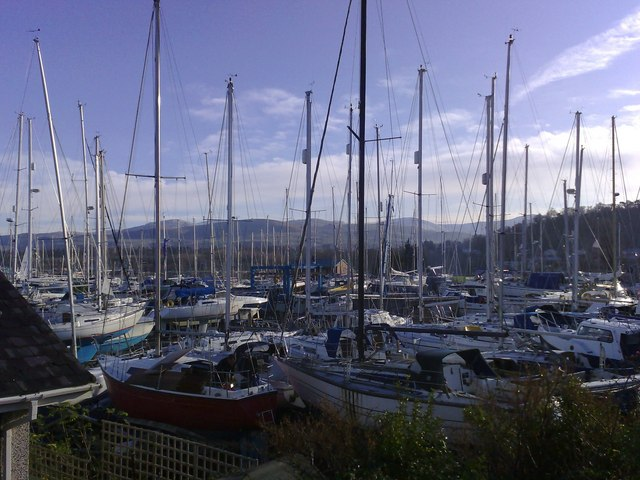
المراكب

بانغور (بالويلزية: Bangor) مدينة صغيرة في أقصى شمال ويلز، تقع غرب الساحل الشمالي للبلاد قبل مدخل جزيرة أنغلزي، قرب متنزه سنودونيا. تحتضن مستشفى وكاتدرائية وجامعة بانغور.

## الثقافة
تستضيف المدينة نحو 10 آلاف طالب جامعي. ويتحدث نحو نصف سكانها المقيمين البالغ عددهم 17 ألفا - من غير الطلبة - اللغة الويلزية، وهو عدد قليل بالمقارنة مع باقي أنحاء مقاطعة غوينذ، إلا أن اللغة تحتفظ بمكانتها في المدينة.

## المعالم
بالمدينة كاتدرائية وبها أطول شارع رئيسي في ويلز. وبها جامعة بانغور.
وأشهر ما فيها مرسى للمراكب السياحية وممشى على ساحل البحر. رصيف بانغور طوله 472 مترا ما يجعله ثاني أرصفة ويلز طولا وتاسع أرصفة الجزر البريطانية طولا، وكان يقرب من الهدم في 1974 نظرا لحالته سيئة، بيد ان التأييد المحلي للرصيف ضمن بقاءه. بدأت أعمال الترميم في 1982 ولم تنتهي حتى 1988م.

## التاريخ
جذور المدينة تعود إلى تأسيس كاتدرائية بانغور في أوائل القرن السادس الميلادي. ويأتي اسم «بانغور» من كلمة ويلزية تصف نوع من الأغصان المتشابكة أحاطت وقتها بموقع الكاتدرائية. وتم تعديل مبنى الكاتدرائية على نطاق واسع على مر القرون. ورغم أن الكاتدرائية ليست أقدم ولا أكبر كاتدرائيات بريطانيا، إلا أن أسقفية بانغور من أعرق أسقفيات البلاد.

## المواصلات
ترتبط بإنجلترا عبر سكة حديد شمال ويلز والطريق الرئيسي 55 المزدوج.

## توأمة
لبانغور (غوينذ) اتفاقيات توأمة مع:
- زوست

## أعلام
- ويليام سميث اوبراين
- تشارلز وارن
- جوردن وليامز
- ويليام جونز
- واين هينيسي
- كولن ولز
- وليام إدوارد هودسون بيرويك
- دفي
- جون جونز
- ساشا